# Tatiana de Rosnay

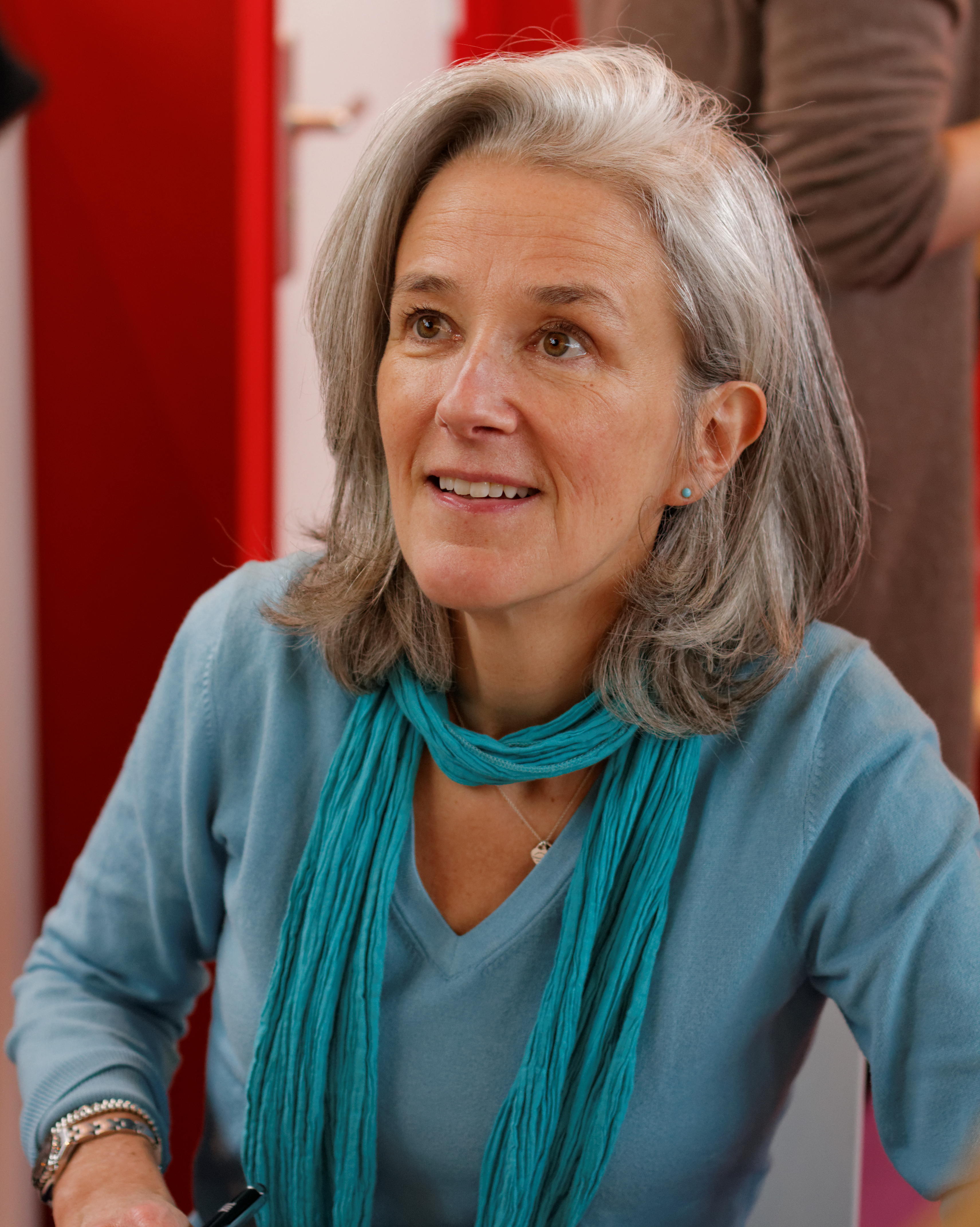
Tatiana de Rosnay, 2013

Tatiana de Rosnay (* 28. September 1961 in Neuilly-sur-Seine) ist eine französische Schriftstellerin und Journalistin.

## Leben
Tatiana de Rosnay wurde als Tochter eines französischen Vaters und einer englischen Mutter in einem Vorort von Paris geboren. Später zog die Familie nach Boston, wo ihr Vater Joël de Rosnay am MIT tätig war. Sie studierte englische Literatur an der University of East Anglia in England. Danach kehrte de Rosnay nach Paris zurück, wo sie als Journalistin u. a. für Elle, Vanity Fair und Le Journal du Dimanche tätig war. 1992 veröffentlichte sie ihren ersten Roman.
De Rosnay ist zweisprachig und schreibt einen Teil ihrer Bücher in Französisch, die anderen in Englisch. Ihr erster in Englisch verfasster Roman Sarahs Schlüssel wurde 2010 unter gleichem Titel mit Kristin Scott Thomas in der Hauptrolle verfilmt. Ihre 2015 erschienene Biografie über Daphne du Maurier, Manderley for ever, war für den Prix Goncourt de la Biographie nominiert und wurde mit dem Prix de la Biographie de la Ville d'Hossegor ausgezeichnet.
Tatiana de Rosnay ist verheiratet und hat zwei Kinder. Sie lebt mit ihrer Familie in Paris.

## Werke

### Romane
- L’appartement témoin. 1992
- Le dîner des ex. 1996
- Le coeur d’une autre. 1998
- Le voisin. 2000
- La mémoire des murs. 2002
  - Das Geheimnis der Wände, dt. von Gaby Wurster, Berliner Taschenbuch-Verlag, Berlin 2009, ISBN 978-3-8333-0625-9
- Spirales. 2004
- Moka. 2006
- Sarah's Key. (frz. Titel Elle s'appelait Sarah) 2007
  - Sarahs Schlüssel, dt. von Angelika Kaps, Bloomsbury, Berlin 2007, ISBN 978-3-8270-0700-1
- A Secret Kept. (frz. Titel Boomerang), 2009
  - Bumerang, dt. von Angelika Kaps, Bloomsbury, Berlin 2009, ISBN 978-3-8270-0865-7
- The House I Loved, (frz. Titel Rose), 2011
  - Das Haus der Madame Rose, dt. von Gaby Wurster, Bloomsbury, Berlin 2011, ISBN 978-3-8270-1033-9
- The Other Story. (frz. Titel À l'encre russe.) 2013
  - Drei Tage in der Sonne, dt. von Angelika Kaps, Bloomsbury, Berlin 2014, ISBN 978-3-8270-1175-6
- Sentinelle de la pluie. 2018
  - Fünf Tage in Paris, dt. von Nathalie Lemmens, C. Bertelsmann Verlag, München 2019, ISBN 978-3-570-10365-4
- Flowers of Darkness. (frz. Titel Les fleurs de l'ombre), Robert Laffont/Héloïse d'Ormesson, Paris 2020, ISBN 978-2-221-24077-9

### Erzählungen
- Mariés, pères de famille. 1995
- Café Lowendal et autres nouvelles. 2014
- Son carnet rouge. 2014

### Biografie
- Manderley for ever. 2015

## Vorlage zu Filmen (Auswahl)
- 2010: Sarahs Schlüssel (Elle s’appelait Sarah)
- 2015: Boomerang
- 2016: Die Jägerin (Moka)
- 2018: Unser Geheimnis (Tout contre elle)